# Röthenbach an der Pegnitz
Röthenbach an der Pegnitz est une ville de Bavière (Allemagne), située dans l'arrondissement du Pays-de-Nuremberg, dans le district de Moyenne-Franconie.

## Géographie
Röthenbach se trouve à 13 km à l'est de Nuremberg et à 80 km au nord de Munich. Sa superficie est de 14 km2. Son point le plus bas est la Pegnitz, le plus haut le Moritzberg (603 mètres).

## Liste des maires
- 1948-1966 : Herr Fischer[1]
- 1966-1990 : Herr Munkert[1]
- 1990-1996 : Herr Schultes[1]
- 1996-2014 : Günther Steinbauer (SPD)[1],[2].
- Depuis 2014 : Klaus Hacker (FW)

## Démographie
En 2001, la ville compte 12 750 habitants.

## Jumelage
- Les Clayes-sous-Bois (France) depuis 1964[3]

## Galerie d'images

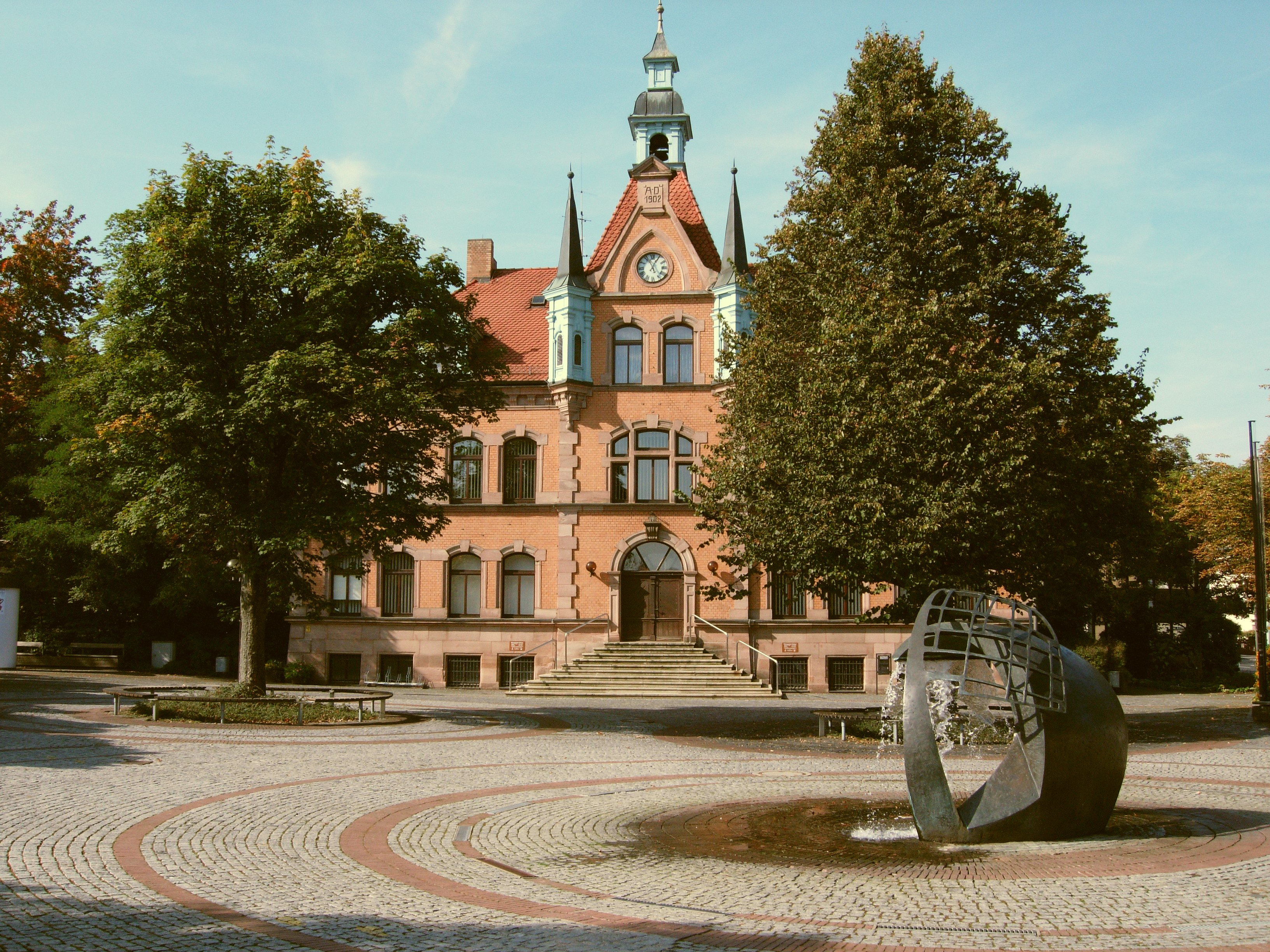
La mairie.
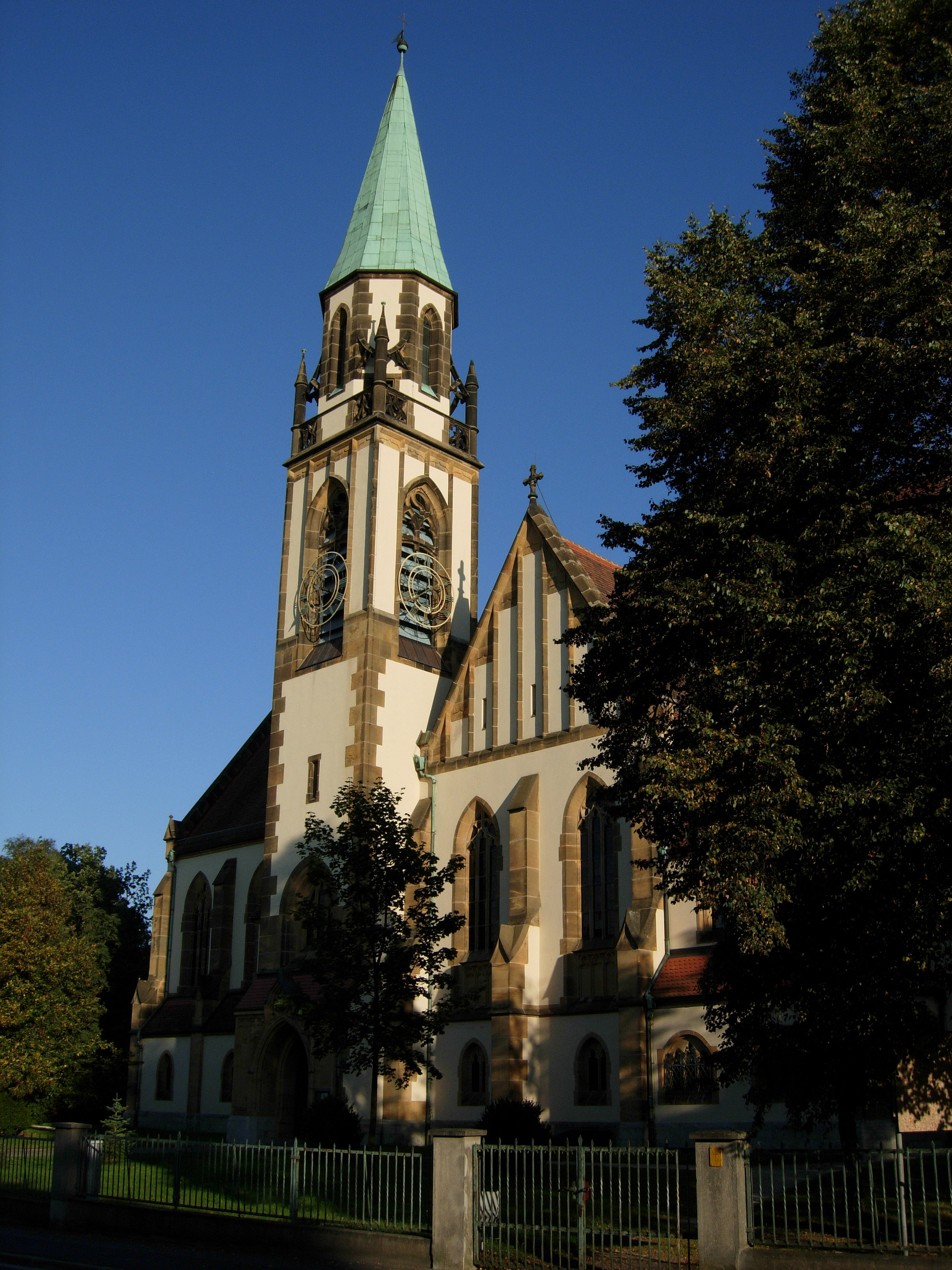
L'église de la Sainte-Croix.
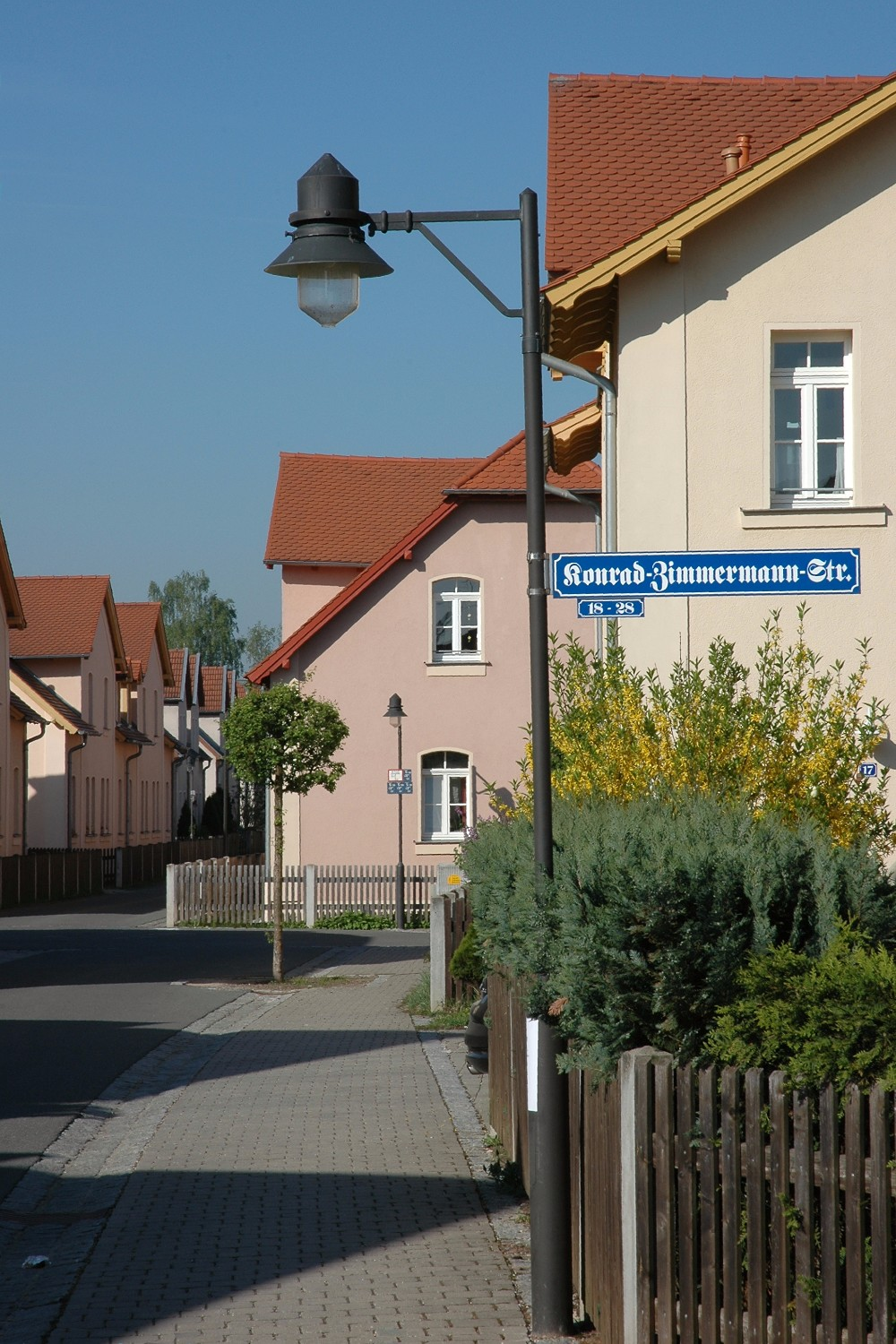
Une rue.